# Army Dreamers
〈Army Dreamers〉는 1980년 9월 22일 EMI 레코드를 통해 발매된 잉글랜드의 싱어송라이터 케이트 부시의 노래이다. 같은 해에 발매된 부시의 세 번째 정규 음반 《Never for Ever》의 세 번째이자 마지막 싱글로 발매되었으며, 1980년 10월 영국 싱글 차트에서 16위를 기록했다.

## 배경
〈Army Dreamers〉는 1980년 9월 22일 발매되어 영국 싱글 차트에서 16위를 기록했다. 노래는 전쟁의 영향과 군사 작전 중 사망한 젊은 아들을 슬퍼하는 어머니에 대한 노래이다. 아들의 불필요한 죽음에 슬픔에 잠긴 엄마는 죽음을 막기 위해 무엇을 할 수 있을까라는 죄책감과 싸우게 된다. 〈Army Dreamers〉는 왈츠의 노래로, 부시의 이전 싱글과는 다른 변화를 보인다. 싱글 버전이 음반에 수록된 노래보다 길다.
걸프 전쟁 당시 BBC는 방송하기에 부적절하다고 판단하여, 방송이 금지됐다.

## 트랙 리스트
1. "Army Dreamers" – 3:17
2. "Delius" – 2:51
3. "Passing Through Air" – 2:10

## 차트
| 차트 (1980)                 | 최고 순위 |
| --------------------------- | --------- |
| 아일랜드 (IRMA)             | 14        |
| 이스라엘 (IBA)              | 2         |
| 네덜란드 (네덜란드스 탑 40) | 36        |
| 네덜란드 (싱글 톱 100)      | 25        |
| 영국 싱글 (OCC)             | 16        |